# Спаре (станция)
Спа́ре (латыш. Spāre) — железнодорожная станция на линии Вентспилс — Тукумс II в посёлке Спаре Гибульской волости Талсинского края (в 25 км от Талси) Латвии. Открыта в 1901 году в процессе постройки Московско-Виндавской железной дороги как станция IV класса Спарен.